# 강성원
강성원(康誠元, 1928년 12월 2일 ~ 2019년 7월 20일)은 대한민국의 정치인이다. 제8대 국회의원이다. 정계 은퇴 이후 ㈜성원유업 회장이 되어 기업인으로도 활동하였다.

## 학력
- 건국대학교 정치외교학 학사
- 서울대학교 대학원 행정학 석사

## 경력
- 1966년: 서울신문 전무이사
- 1967년: 민주공화당 초대 조직부장
- 민주공화당 사무차장
- 민주공화당 서울기획실장
- 1971년: 제8대 국회의원
- 1973년: 성원목장 회장
- 1983년: 서울우유협동조합 조합장
- 1984년: 제3대 한국유가공 협회장
- 1992년: ~ 1995년: 제8대 한국낙농육우 협회장
- 1994년: 한국종축개량협회 회장
- 2003년: ~ ㈜성원유업 회장

## 역대 선거 결과
| 실시년도 | 선거  | 대수 | 직책     | 선거구 | 정당       | 득표수      | 득표율         | 순위        | 당락 | 비고 |
| -------- | ----- | ---- | -------- | ------ | ---------- | ----------- | -------------- | ----------- | ---- | ---- |
| 1971년   | 총선  | 8대  | 국회의원 | 전국구 | 민주공화당 | 6,254,921표 | \| \| 48.8% \| | 전국구 16번 |      | 초선 |
|          | 48.8% |      |          |        |            |             |                |             |      |      |